# Bydgoszcz Błonie
Bydgoszcz Błonie – przystanek kolejowy w Bydgoszczy, w województwie kujawsko-pomorskim, w Polsce. Znajduje się on na pograniczu dzielnic Błonie oraz Miedzyń, z dojazdem od ulicy Madalińskiego. Na przystanku od 12 czerwca 2016 zatrzymują się pociągi osobowe relacji Bydgoszcz – Inowrocław oraz Bydgoszcz – Poznań.

## Ruch pasażerski
| Rok  | Wymiana pasażerska na dobę |
| ---- | -------------------------- |
| 2017 | 100-149                    |
| 2022 | 50-99                      |
| 2023 | 150-199                    |

## Historia
Budowa stacji rozpoczęła się w lipcu 2015 w ramach projektu BiT City, aczkolwiek pierwsze inwestycje w tym rejonie (budowa kładki nad torami z zejściami na 3 niewybudowane wówczas perony) zostały zrealizowane już w roku 1989. Z uwagi na brak ruchu pasażerskiego na linii 356, w porównaniu z planami sprzed kilkudziesięciu lat nie przewidziano budowy trzeciego peronu.
Podobnie zrezygnowano z budowy odgałęzienia od linii 131 do Portu Lotniczego w Bydgoszczy o szacunkowej długości 4,3–5 km, które miało odgałęziać w rejonie stacji Trzciniec. Szacowane koszty budowy w wysokości 63 mln zł oraz spodziewana niska frekwencja pasażerów skłoniły w 2011 władze wojewódzkie do przełożenia realizacji tego projektu na okres po 2015 r.
W trakcie prowadzonych prac nawierzchnia dotychczasowego przejścia nad torami uległa rozbiórce. Zastąpiła ją nowa płyta żelbetowa pokryta specjalną żywicą. Po zakończeniu inwestycji kładka nad torowiskiem (długości 124 m), dzięki zainstalowanym windom, zapewniła możliwość bezpiecznego dojścia na perony kolejowe (o długości 200 m) oraz przejście na drugą stronę torów. W tym celu zachowana została stalowa konstrukcja dotychczasowej kładki, którą oczyszczono, zabezpieczono antykorozyjnie i odmalowano; ponadto wymienione zostało oświetlenie. Zrealizowany projekt nie uwzględnił realizacji przewidywanych pierwotnie pochylni.
26 kwietnia 2016 odbyło się jego uroczyste otwarcie, a 12 czerwca zaczęły zatrzymywać się tutaj pociągi. Pierwotnie przewidywano, że dojdzie do tego dopiero w grudniu 2016.
Na stacji zatrzymują się wszystkie pociągi osobowe do/z Inowrocławia i Poznania.

## Komunikacja miejska
Od 16 stycznia 2016 do stacji wydłużona została trasa linii autobusowej 53, kursującej przez Szwederowo na Kapuściska, oraz 32N (Dworzec Błonie – Tatrzańskie/Łoskoń-Zajezdnia). W tym celu przy przebudowanej w okresie 9 lipca – 15 listopada 2015 ul. Schulza wybudowana została pętla autobusowa z dyżurką dla kierowców oraz parking samochodowy i rowerowy. Ponadto w odległości kilkuset metrów od stacji znajduje się przystanek linii autobusowej 57 Błonie – Dworzec Główny. W okresie PRL przewidywano, że w rejonie stacji znajdzie się główna pętla autobusowa w tej części miasta, a ponadto planowano realizację linii tramwajowej z centrum miasta do planowanej stacji ul. Kruszwicką, Szubińską i ks. Schulza. Projekt tego połączenia zaprezentowano w roku 1975.

## Galeria

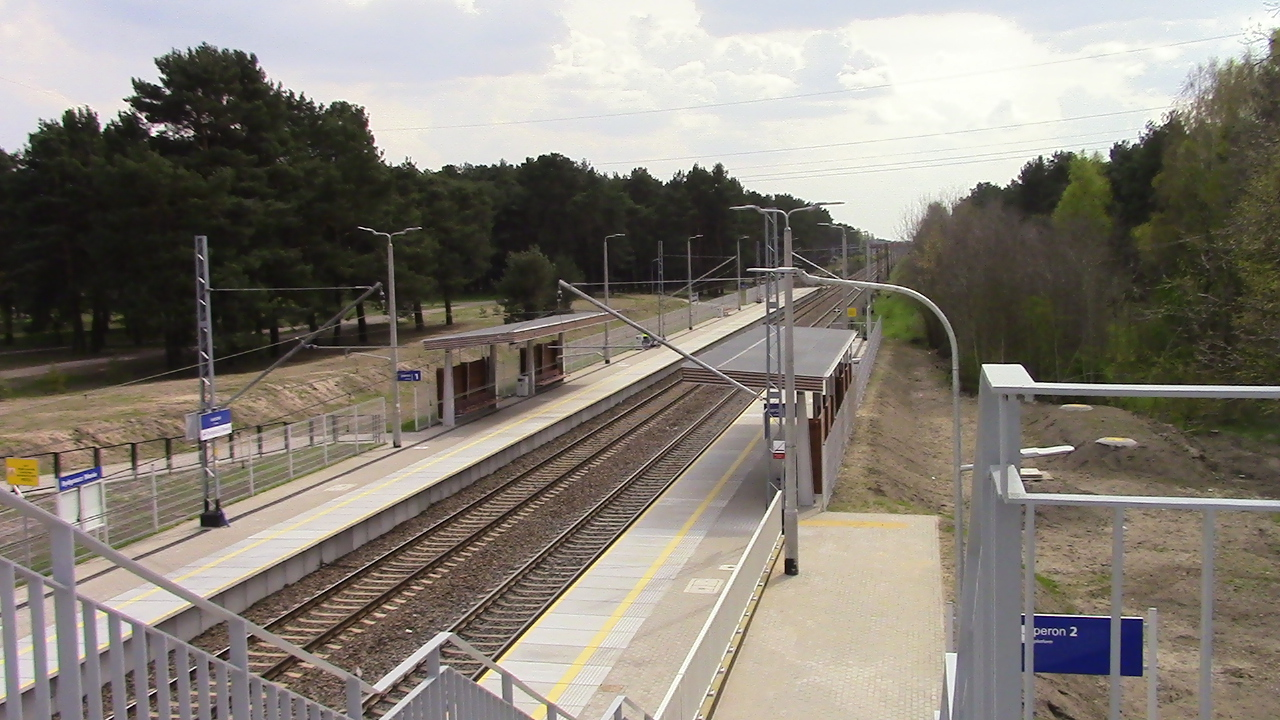
Widok z kładki na nową stację
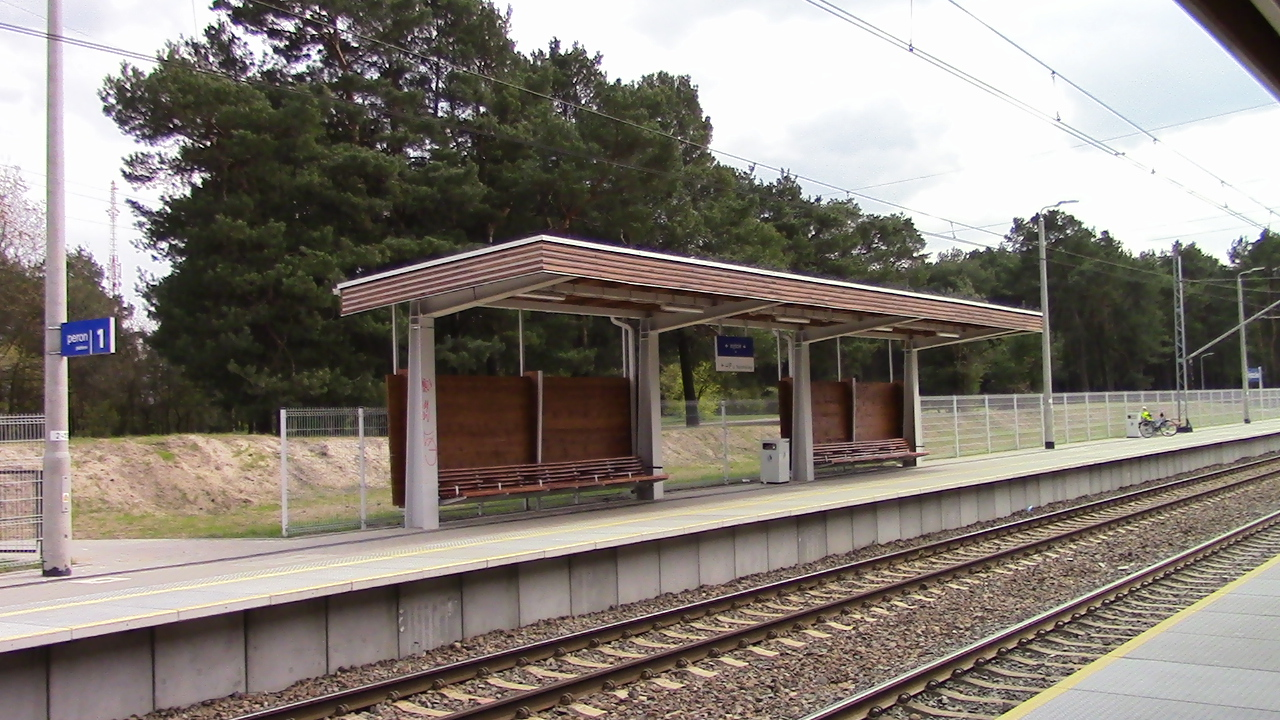
Wiata na peronie 1 w kierunku Bydgoszczy Głównej
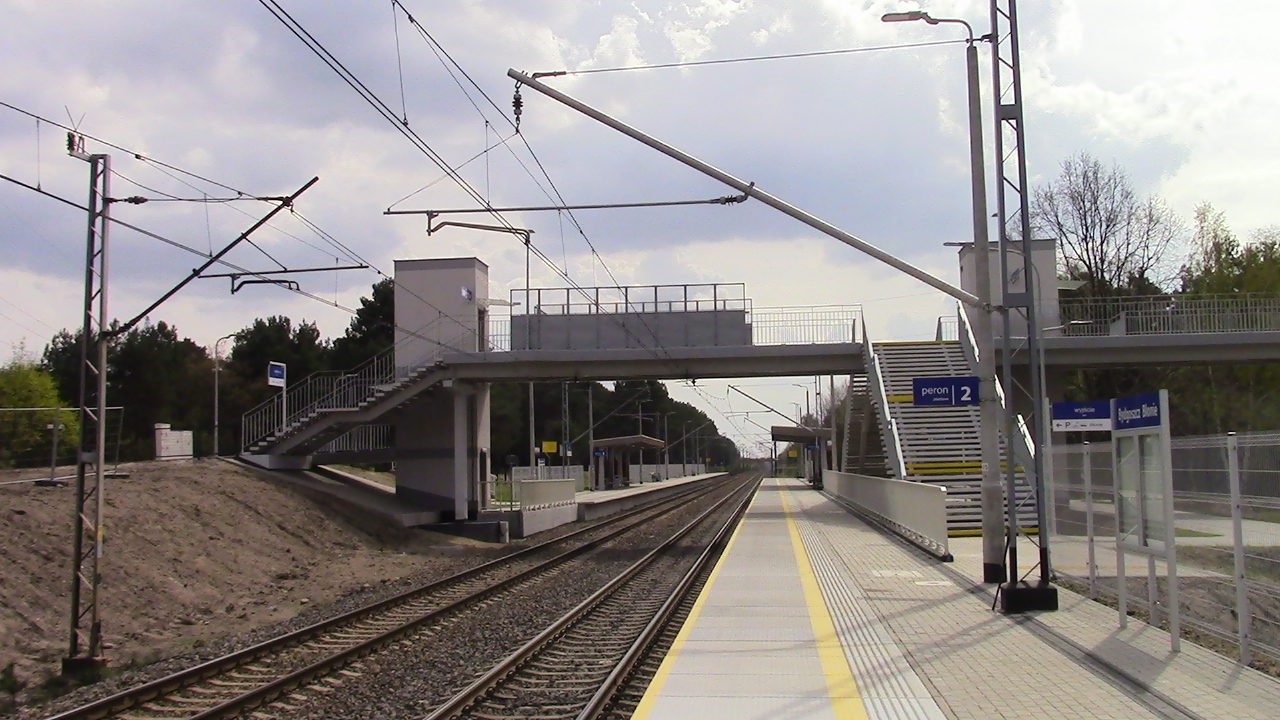
Widok z peronu 2 w kierunku Inowrocławia
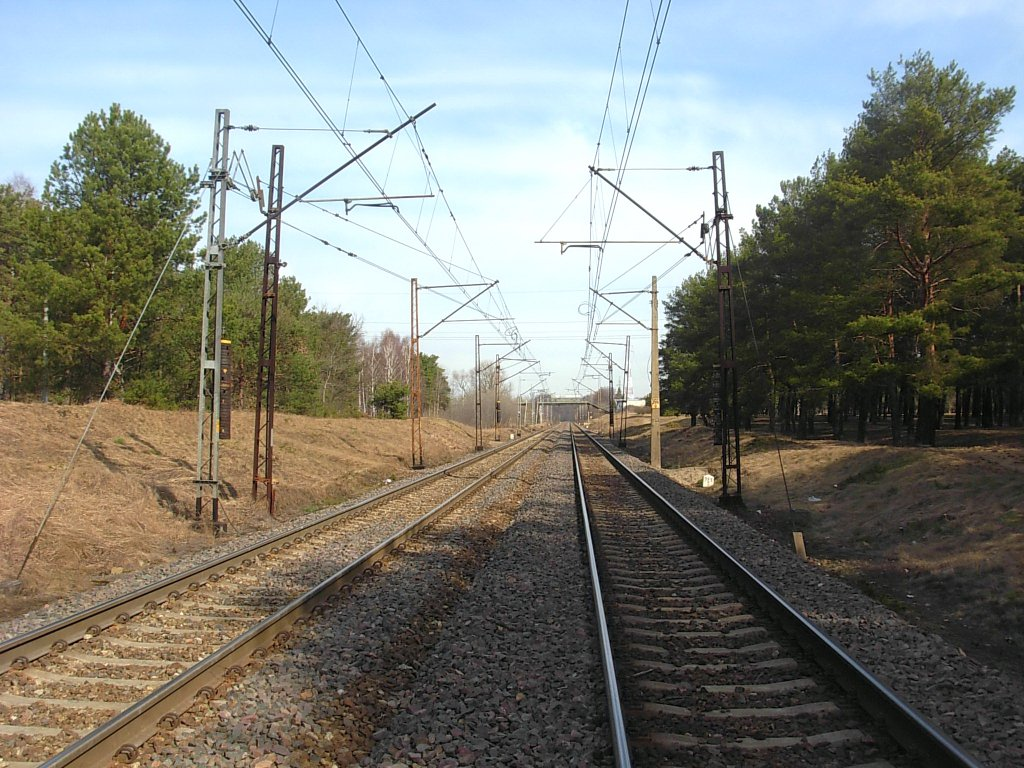
Linia kolejowa nr 131 przed powstaniem przystanku
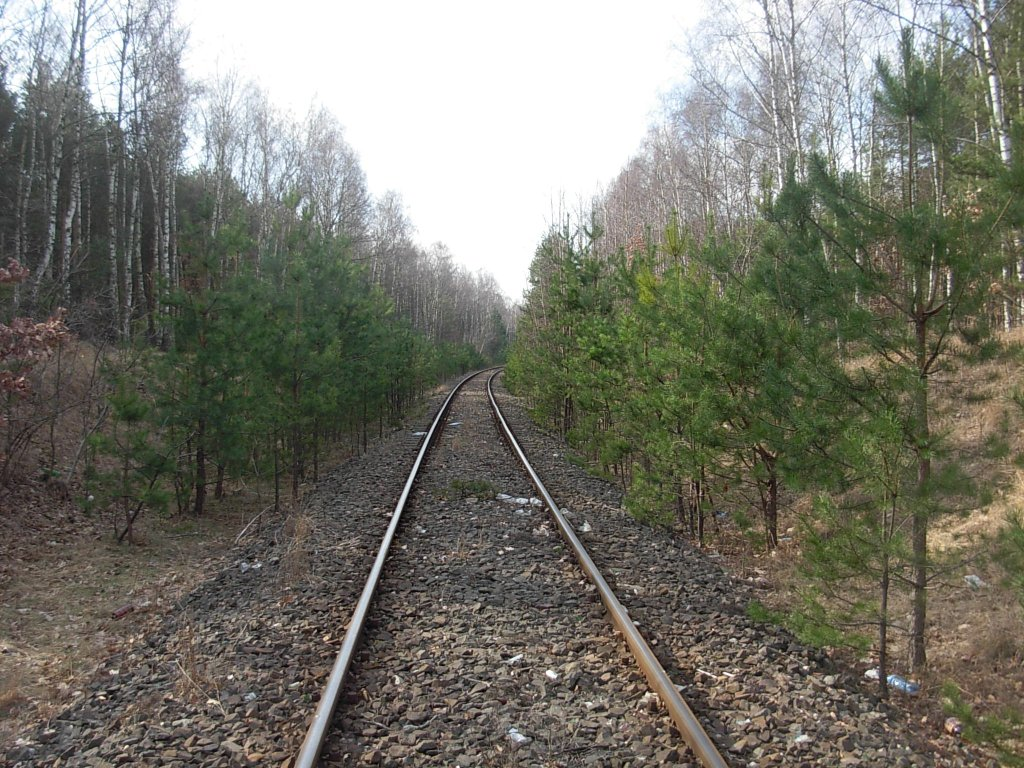
Linia kolejowa nr 356 w rejonie przystanku